# Mallrats
Mallrats es una comedia estadounidense de 1995 y la segunda película dirigida por Kevin Smith.
Al igual que el resto de sus películas, esta también transcurre en Red Banks, Nueva Jersey con sus héroes trágicamente cómicos, y las apariciones de Jay y Bob el silencioso. La alusión al mundo del cómic, el hockey sobre hielo y el mundo sórdido de la gente joven de Red Banks continúan y se refuerzan.

## Argumento
La historia empieza cuando T.S. (Jeremy London) y su mejor amigo Brodie (Jason Lee) se ven rechazados por sus respectivas novias.
Brodie, un apasionado de los cómics y con una fijación por la sexualidad de los personajes de dicha forma de literatura, decide que la mejor forma de vivir la nueva soltería, tanto propia como la de su amigo T.S. Quint, es la de pasar el día dando vueltas en el centro comercial local.
Aunque T.S. sin ser tan impulsivo y necio como Brodie intenta buscar una forma de volver con Brandi Svenning (Claire Forlani), quien lo deja alegando que a él nunca le importa su relación con ella y que su padre la necesita para su programa de citas (que va a ser visto por productores de una gran empresa y pueden sacarlo de Nueva Jersey) y el padre de Brandi no quiere que T.S. salga con su hija. 
Brodie sufre por algo similar, su novia Rene Mosier (Shannen Doherty) se queja por el trato que este le da, y lo deja por Shannon Hamilton (Ben Affleck) el frívolo dependiente de la tienda de caballeros del centro comercial, con una mala fama por tener sexo con las mujeres que seduce en lugares poco cómodos ("como el asiento trasero de un Volkswagen").
Las aventuras de los personajes son matizadas con las apariciones de otros freaks, como Jay y Bob el Silencioso (Jason Mewes y el mismo Smith), que intentan sabotear el programa de Svenning; William (Ethan Suplee), un gordo que no puede ver un dibujo tridimensional; Ivanna (Priscilla Barnes), una psíquica en topless quien tiene un tercer pezón; Tricia Jones (Renee Humphrey), una quinceañera superdotada que hace una investigación sobre el sexo con su propio cuerpo; y el guionista y creador de los personajes de Marvel en sus primeros tiempos, Stan Lee (interpretado por sí mismo).

## Recepción
El film recaudó $22,122,561 en taquilla.
Mallrats fue muy criticada en su estreno al compararla con Clerks, primer film de Smith, pero actualmente se la considera un clásico de los 90 de obligada visión para el que quiera conocer el contexto cultural de esa década.
Rotten Tomatoes le da un 55%.